# DAF・46
DAF 46は、オランダの企業DAFによって製造された小型ファミリーカーである。1974年11月に44の後継として導入されたが、当時は2車種が平行して販売されると発表された。これは、44を待っている顧客が相当数いたことを示唆している。
1976年2月、ボルボ・66（以前のDAF・66）の刷新時、DAF 46は1976年中に段階的に廃止されることが発表された。その後、乗用車ショールームからDAFブランドが消滅にするにもかかわらず、十分な部品とサービスが影響されることが特別措置によって保証された。
DAF 46の車内はカーペットが張られ、布地張りのリクライニングシートが装備されていた。また、再デザインされたギアレバーやダッシュボードの取り付けられた追加の警告灯を備えていた。後車軸はド・ディオン式で、これは2年前の55から66への移行時により強力なモデル用に採用されたものであった。DAF 46は特徴的なヴァリオマチックトランスミッションを受け継いでいたが、従来のリアディファレンシャルを持たない2ベルト式から、ディファレンシャルを持つ1ベルト式に改良された。この改良によって騒音が低減し、駆動ベルトの寿命が延びると言われた。報告では、DAF 46は先代よりもハンドリングがより安全になったとされているが、当時ほとんどの欧州メーカーがモデル更新時に最高速度と加速を向上させていたにもかかわらず、46の加速はかなり遅かった。
合計32,353台のDAF 46が生産された。